# TeamViewer
TeamViewer is computersoftware voor toegang en bediening op afstand, waarmee computers en andere apparaten kunnen worden onderhouden (remote access tool). Het werd voor het eerst uitgebracht in 2005, en de functionaliteit is stap voor stap uitgebreid. TeamViewer is propriëtaire software, maar vereist geen registratie en is gratis voor niet-commercieel gebruik. Het is geïnstalleerd op meer dan twee en een half miljard apparaten. TeamViewer is het kernproduct van ontwikkelaar TeamViewer AG.

## Geschiedenis
Rossmanith GmbH bracht de eerste versie van TeamViewer software uit in 2005, toen nog gebaseerd op het VNC project. De IT-dienstverlener wilde onnodige reizen naar klanten vermijden en taken zoals het installeren van software op afstand uitvoeren. De ontwikkeling was zeer succesvol en leidde tot de oprichting van TeamViewer GmbH, dat tegenwoordig opereert als TeamViewer Germany GmbH en deel uitmaakt van TeamViewer AG.

## Besturingssystemen
TeamViewer is beschikbaar voor alle desktopcomputers met gangbare besturingssystemen, waaronder Microsoft Windows en Windows Server, en Apple's macOS. Er zijn ook pakketten voor verschillende Linux-distributies en afgeleiden, bijvoorbeeld Debian, Ubuntu, Red Hat, en Fedora. Daarnaast is er Raspberry Pi OS, een Debian-variant voor de Raspberry Pi.
TeamViewer is ook beschikbaar voor smartphones en tablets met Android of Apple's iOS/iPadOS besturingssysteem, met zeer beperkte functionaliteit op Linux gebaseerde besturingssystemen. Ondersteuning voor Windows Phone en Windows Mobile werd uitgefaseerd nadat Microsoft de ondersteuning voor de twee besturingssystemen heeft stopgezet.

## Functionaliteit
De functionaliteit van TeamViewer verschilt afhankelijk van het apparaat en de variant of versie van de software. De kern van TeamViewer is toegang op afstand tot computers en andere eindpunten, evenals de controle en het onderhoud ervan. Nadat de verbinding tot stand is gebracht, is het externe scherm zichtbaar voor de gebruiker op het andere eindpunt. Beide eindpunten kunnen bestanden verzenden en ontvangen, en bijvoorbeeld toegang krijgen tot een gedeeld klembord. Bovendien vergemakkelijken sommige functies de samenwerking in teamverband, zoals audio- en video-overdracht via IP-telefonie.
In de afgelopen jaren is de functionaliteit van de software geoptimaliseerd, met name voor gebruik in grote ondernemingen. Voor dit doel werd de ondernemingsvariant TeamViewer Tensor ontwikkeld. Met TeamViewer Pilot verkoopt TeamViewer software voor ondersteuning op afstand met augmented reality-elementen. TeamViewer biedt interfaces met andere toepassingen en diensten, bijvoorbeeld van Microsoft (Teams), Salesforce en ServiceNow. De oplossing is beschikbaar in bijna alle landen en ondersteunt meer dan 30 talen.
Inkomende en uitgaande verbindingen zijn zowel via het internet als via lokale netwerken mogelijk. Desgewenst kan TeamViewer als Windows systeemdienst worden uitgevoerd, waardoor onbeheerde toegang via TeamViewer mogelijk is. Er is ook een draagbare versie van de software die volledig zonder installatie draait, bijvoorbeeld via een USB-datadrager.

## Licentiebeleid
Particuliere gebruikers die TeamViewer voor niet-commerciële doeleinden gebruiken, mogen de software gratis gebruiken. Voor het commerciële gebruik van de software moeten vergoedingen worden betaald. Bedrijven en andere commerciële klanten moeten een abonnement nemen. Een eenmalige aankoop van de applicatie is niet langer mogelijk sinds de overstap van een licentie- naar een abonnementsmodel. De prijzen voor het gebruik van de software worden geschaald op basis van het aantal gebruikers en het aantal gelijktijdige sessies. Updates worden maandelijks vrijgegeven en zijn inbegrepen voor alle gebruikers.

## Beveiliging
De verbinding wordt tot stand gebracht met automatisch gegenereerde unieke ID's en wachtwoorden. Vóór elke verbinding controleren de TeamViewer netwerkservers de geldigheid van de ID's van beide eindpunten. De beveiliging kan worden verbeterd door de vingerafdruk, waarmee gebruikers extra bewijs kunnen leveren van de identiteit van het externe apparaat. Wachtwoorden worden beschermd tegen brute force attacks, met name door de wachttijd tussen verbindingspogingen exponentieel te verlengen. TeamViewer biedt extra beveiligingsfuncties, zoals twee-factor authenticatie, blokkeer- en toestaanlijsten.
Voordat een verbinding tot stand wordt gebracht, controleert TeamViewer eerst de configuratie van het apparaat en het netwerk om beperkingen op te sporen die worden opgelegd door firewalls en andere beveiligingssystemen. Meestal kan een directe TCP/UDP-verbinding tot stand worden gebracht, zodat geen extra poorten hoeven te worden geopend. Anders valt TeamViewer terug op andere paden, zoals een HTTP-tunnel.
Ongeacht het gekozen verbindingstype, worden gegevens uitsluitend via beveiligde gegevenskanalen overgedragen. TeamViewer omvat end-to-end encryptie op basis private/public key exchange van RSA (4096 bits) en AES (256 bits). Volgens de fabrikant zijn man-in-the-middle aanvallen in principe niet mogelijk. Dit moet worden gegarandeerd door de ondertekende sleuteluitwisseling van twee sleutelparen. Echter, aangezien alleen een gebruikersnaam en een wachtwoord nodig zijn, is het kwetsbaar voor phishing en/of social engineering. Dergelijke bedreigingen kunnen worden beperkt door tweefactorauthenticatie.